# Polypedilum aberufobrunneum
Polypedilum aberufobrunneum är en tvåvingeart som beskrevs av Niitsuma 1996. Polypedilum aberufobrunneum ingår i släktet Polypedilum och familjen fjädermyggor. Inga underarter finns listade i Catalogue of Life.